# デスモプラキン

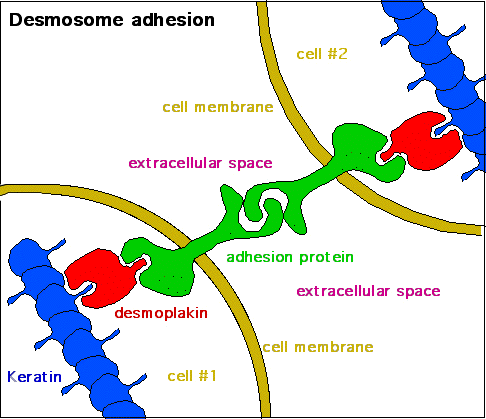
デスモソームにおける細胞接着

デスモプラキン（英: desmoplakin）は、ヒトではDSP遺伝子によってコードされるタンパク質である。デスモプラキンは心筋と表皮細胞のデスモソーム構造の重要な構成要素であり、隣接する細胞との接着の構造的完全性を維持する機能を持つ。心筋では、デスモプラキンは介在板に局在する。介在板は心筋細胞を機械的に共役させ、協調的な合体構造を形成する。デスモプラキンの変異は、拡張型心筋症、不整脈源性右室心筋症、線状掌蹠角化症、Carvajal症候群、腫瘍随伴性天疱瘡などに関与していることが示されている。

## 構造
デスモプラキンには2つの主要なアイソフォームが存在する。1つ目はDPIIと呼ばれ、2272アミノ酸からなり260.0 kDaである。2つ目はDPIと呼ばれ、2871アミノ酸からなり332.0 kDaである。これらのアイソフォームは、DPIIはロッドドメイン（rod domain）が短いことを除いて同一である。DPIは心筋で主に発現しているアイソフォームである。DSP遺伝子は6番染色体の6p24に位置し、長さは約45 kbで24個のエクソンが含まれる。デスモプラキンは巨大な接着斑板（desmosomal plaque）タンパク質で、ホモ二量体を形成してダンベル型の構造をとる。N末端の球状のヘッドドメインは一連のαヘリカルバンドルからなり、デスモソームへの局在とプラコフィリン1のN末端領域、プラコグロビン、デスモコリン、デスモグレインとの相互作用の双方に必要である。この領域はプラキンドメイン（plakin domain）と呼ばれる領域にさらに分割される。プラキンドメインは6つのスペクトリンリピートからなり、その1つにはSH3ドメインが挿入されている。プラキンドメインの一部の結晶構造が解かれており、プラキンドメイン全体の構造はX線小角散乱によって明らかにされている。X線小角散乱のデータからは、プラキンドメイン全体はL字型の構造をとることが示された。デスモプラキンのC末端領域は、A、B、Cと名付けられた3つのプラキンリピートドメインから構成され、中間径フィラメントとの結合と共整列（coalignment）に必要不可欠である。最もC末端側に位置する領域のセリンのリン酸化はデスモプラキン-中間径フィラメント間の相互作用に影響を与えることが示されている。デスモプラキンの中央領域はロッドドメインと呼ばれるコイルドコイルで、ホモ二量体化を担う。

## 機能
デスモソームは隣接する細胞との固い連結を行う、細胞内の接合部である。デスモプラキンは機能的なデスモソームの必須の構成要素であり、中間径フィラメントを接着斑板に固定する。心筋細胞では、デスモプラキンは中間径フィラメントデスミンとともに接着斑板を形成し、内皮細胞ではサイトケラチン型中間径フィラメント、クモ膜細胞や濾胞樹状細胞ではビメンチンがリクルートされる。どのタイプの中間径フィラメントも、フィラメントの側面でデスモプラキンと接着することで接着斑板は形成される。心筋では、デスモプラキンは介在板のデスモソームに局在する。デスモプラキンのDPIアイソフォームが高度に発現しており、デスモソームの組み立てと安定化の双方に関与していると考えられている。その役割は重要であり、デスモプラキンのノックアウトマウスは胚性致死となる。C末端が変異したデスモプラキンを過剰発現するマウスでは、心筋でのデスモプラキンのデスミンへの結合が破壊されるため、異常な構造の介在板が形成される。デスモプラキンの機能に関する知見の多くは、不整脈源性右室心筋症の患者でみられる変異から得られたものである。この疾患の変異では特定の結合ドメインの変異によってプラコグロビンやデスミンへの結合に変化が生じ、細胞死や機能不全が引き起こされる。

## 臨床的意義
DSP遺伝子の変異は、拡張型心筋症、不整脈源性右室心筋症など、いくつかの心筋症の原因となる。DSPの変異は、線状掌蹠角化症とも関係している。Carvajal症候群はDSPのフレームシフト（7901delG）による常染色体劣性変異によって引き起こされ、拡張型心筋症、角化症、羊毛状毛髪など、上述の疾患でみられる複数の症状が引き起こされる。Carvajal症候群の患者は、10代のうちに心不全を発症することが多い。DSP遺伝子の2つのナンセンス変異の複合ヘテロ接合により、致死性棘融解性表皮水疱症（lethal acantholytic epidermolysis bullosa）が引き起こされることが報告されている。デスモプラキンに対する自己抗体は、自己免疫疾患である腫瘍随伴性天疱瘡の特徴である。口腔咽頭がんや乳がんの患者ではデスモプラキンの発現の低下がみられ、細胞間接着が変化して転移が広がっている可能性がある。

## 相互作用
デスモプラキンは次に挙げる因子と相互作用することが示されている。
- デスミン[42]
- ケラチン1（英語版）[42]
- プラコフィリン1（英語版）[43]
- プラコフィリン2（英語版）[44]
- プラコグロビン[45][46]
- ビメンチン[42]

## 関連文献
- “Epithelial structural proteins of the skin and oral cavity: function in health and disease”. Crit. Rev. Oral Biol. Med. 11 (4):  383–408. (2000). doi:10.1177/10454411000110040101. PMID 11132762.
- “Undulin is a novel member of the fibronectin-tenascin family of extracellular matrix glycoproteins”. J. Biol. Chem. 266 (26):  17326–32. (1991). PMID 1716629.
- “Molecular structure of the human desmoplakin I and II amino terminus”. Proc. Natl. Acad. Sci. U.S.A. 89 (2):  544–8. (1992). Bibcode: 1992PNAS...89..544V. doi:10.1073/pnas.89.2.544. PMC 48275. PMID 1731325.
- “Structure of the human desmoplakins. Implications for function in the desmosomal plaque”. J. Biol. Chem. 265 (19):  11406–7. (1990). PMID 2391353.
- “Making a connection: direct binding between keratin intermediate filaments and desmosomal proteins”. J. Cell Biol. 127 (4):  1049–60. (1994). doi:10.1083/jcb.127.4.1049. PMC 2200061. PMID 7525601.
- “Direct evidence that involucrin is a major early isopeptide cross-linked component of the keratinocyte cornified cell envelope”. J. Biol. Chem. 272 (3):  2021–30. (1997). doi:10.1074/jbc.272.3.2021. PMID 8999895.
- “Fine mapping of 39 ESTs on human chromosome 6p23-p25”. Genomics 46 (2):  303–6. (1997). doi:10.1006/geno.1997.5032. PMID 9417921.
- “Ceramides are bound to structural proteins of the human foreskin epidermal cornified cell envelope”. J. Biol. Chem. 273 (28):  17763–70. (1998). doi:10.1074/jbc.273.28.17763. PMID 9651377.
- “A novel E2F binding protein with Myc-type HLH motif stimulates E2F-dependent transcription by forming a heterodimer”. Oncogene 17 (7):  853–65. (1998). doi:10.1038/sj.onc.1202163. PMID 9780002.
- “Shotgun sequencing of the human transcriptome with ORF expressed sequence tags”. Proc. Natl. Acad. Sci. U.S.A. 97 (7):  3491–6. (2000). Bibcode: 2000PNAS...97.3491D. doi:10.1073/pnas.97.7.3491. PMC 16267. PMID 10737800.